# Hooge Loogen
Hooge Loogen ist die niederdeutsche Bezeichnung für höher gelegene Dörfer. So bezeichnete man die uralten Dörfer auf der Geest in der Mitte Ostfrieslands im Mittelalter. Zu diesen Dörfern gehörten Holtland, Hesel, Strackholt, Aurich-Oldendorf, Bagband, Holtrop, Reepsholt, Ardorf und Westerende.